# Eubulos (Politiker)
Eubulos (* vor 400/399 v. Chr.; † um 335 v. Chr.) war ein athenischer Politiker, der in der Zeit zwischen 355 v. Chr. und 342 v. Chr. zu den bedeutendsten Staatsmännern seiner Stadt zählte und sich dabei vor allem um die städtischen Finanzen kümmerte.
Über das frühe Leben des Eubulos ist so gut wie nichts bekannt, außer dass er aus dem Demos Probalinthos stammte. Im Jahr 370/369 v. Chr. amtierte er als Archon. Nachdem Athen im Bundesgenossenkrieg (357–355 v. Chr.) eine Niederlage erlitten und dadurch in eine finanzielle Notsituation geraten war, wurde er mit der Aufsicht über die städtische Behörde beauftragt, die das sogenannte Schaugeld (Theorikon) für ärmere Bürger verwaltete. In der modernen Forschung wird häufig vor allem Eubulos zugeschrieben, dass es Athen in der Mitte des 4. Jahrhunderts v. Chr. gelang, sich finanziell zu erholen und einen seit langem nicht mehr gekannten Wohlstand zu entwickeln. So setzte er ein Gesetz durch, wonach kleinere militärische Unternehmungen nicht mehr aus der öffentlichen Haushaltskasse finanziert werden sollten. 
Eubulos gehörte einer politischen Strömung an, die zwar das Militär als wichtigen Aspekt des Staates anerkannte, aber kostenspielige Kriegsunternehmungen nach Möglichkeit zu verhindern suchte, sofern keine zentralen Interessen der Stadt bedroht waren. In der Frage des Umgangs mit dem aufstrebenden makedonischen Königreich stand er damit ab etwa 352 im Gegensatz zu Demosthenes, der die kriegerische Auseinandersetzung mit Philipp II. suchte. Eubulos dagegen erstrebte, ebenso wie andere Staatsmänner wie Meidias, Aischines und Phokion, einen Allgemeinen Frieden, der im Jahre 346 v. Chr. unter maßgeblicher Mitwirkung des Philokrates auch zustande kam (siehe Friede des Philokrates). 
Philipp intervenierte wenige Jahre später allerdings erneut in Mittelgriechenland. Eubulos plädierte wieder für eine friedliche Lösung, doch setzte sich nun die Kriegspartei unter Demosthenes durch. Nach der katastrophalen Niederlage Athens gegen Makedonien in der Schlacht von Chaironeia im Jahr 338 v. Chr. ist Eubulos nicht mehr in den Quellen bezeugt; im Jahr 330 v. Chr. muss er bereits verstorben gewesen sein.